# Batu (montagne)
Pour les articles homonymes, voir Batu (homonymie).
Le Batu, ou Dimtu, est un sommet d'Éthiopie culminant à 4 377 mètres d'altitude, ce qui en fait le point culminant du massif du Balé, dans les plateaux d'Éthiopie. Il fait partie du parc national du Mont Balé. Il est gravi par un Occidental pour la première fois en 1958 et son accès est relativement aisé par une piste.

## Toponymie
Il existe une certaine confusion concernant l'appellation locale de la montagne et sur l'application du nom Batu à la cime principale, résultant en différents toponymes aux orthographes fluctuantes. Batu est un nom donné en l'honneur d'un chef légendaire oromo ayant vécu dans le massif du Balé.

## Géographie

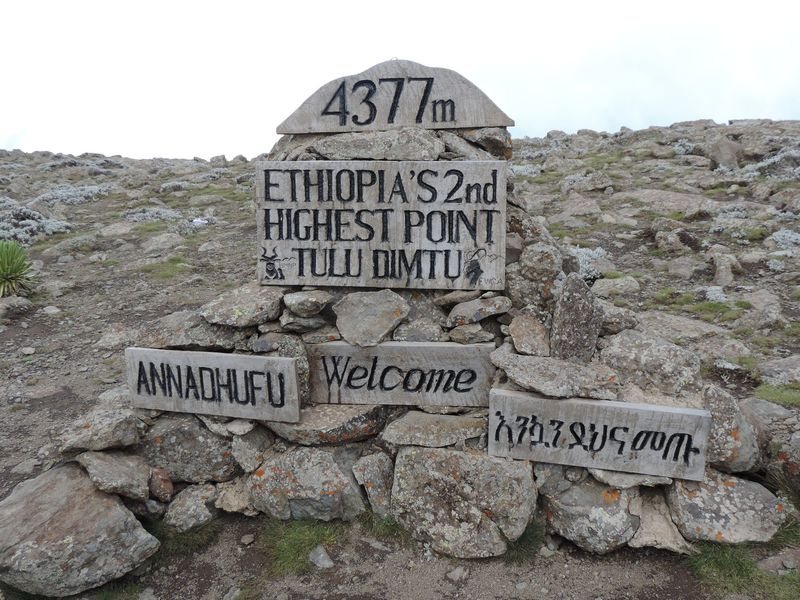
Panneaux signalant que le sommet est le deuxième plus haut d'Éthiopie (par sa proéminence).

Le Batu est situé dans le Sud de l'Éthiopie, dans la zone Bale de la région Oromia. Il se trouve à 40 kilomètres au sud-ouest de Robe et à 270 kilomètres au sud-sud-est de la capitale Addis-Abeba. Il possède deux cimes : le Tilliq Batu (littéralement « Gros Batu »), ou Tullu Dimtu,, à 4 377 mètres d'altitude,, et le Tinnish Batu (littéralement « Petit Batu »), ou Batu Bulla,, ou encore Dimtu Guda, quelques mètres plus bas, à six kilomètres, au nord,. Elles s'élèvent de 100 à 200 mètres environ au-dessus du plateau Sanetti, parsemé de petits lacs,, dans le massif du Balé, sur les plateaux d'Éthiopie. Le sommet plus élevé le plus proche du Batu est le Ras Dashan, point culminant du pays, à près de 725 kilomètres au nord-nord-ouest, par rapport auquel il possède une proéminence de 2 527 mètres, ce qui en fait un sommet ultra-proéminent.
Les températures peuvent être froides, régulièrement inférieures à 0 °C la nuit tout au long de l'année. Des écarts de températures de 40 °C entre le jour et la nuit ne sont pas rares. Le ciel est souvent nuageux et des orages de grêle peuvent se produire. Deux saisons des pluies ponctuent l'année, d'avril à mai et d'août à octobre.
La végétation se compose de touffes d'Erigeron alpinus et d'espèces de Sedum,.

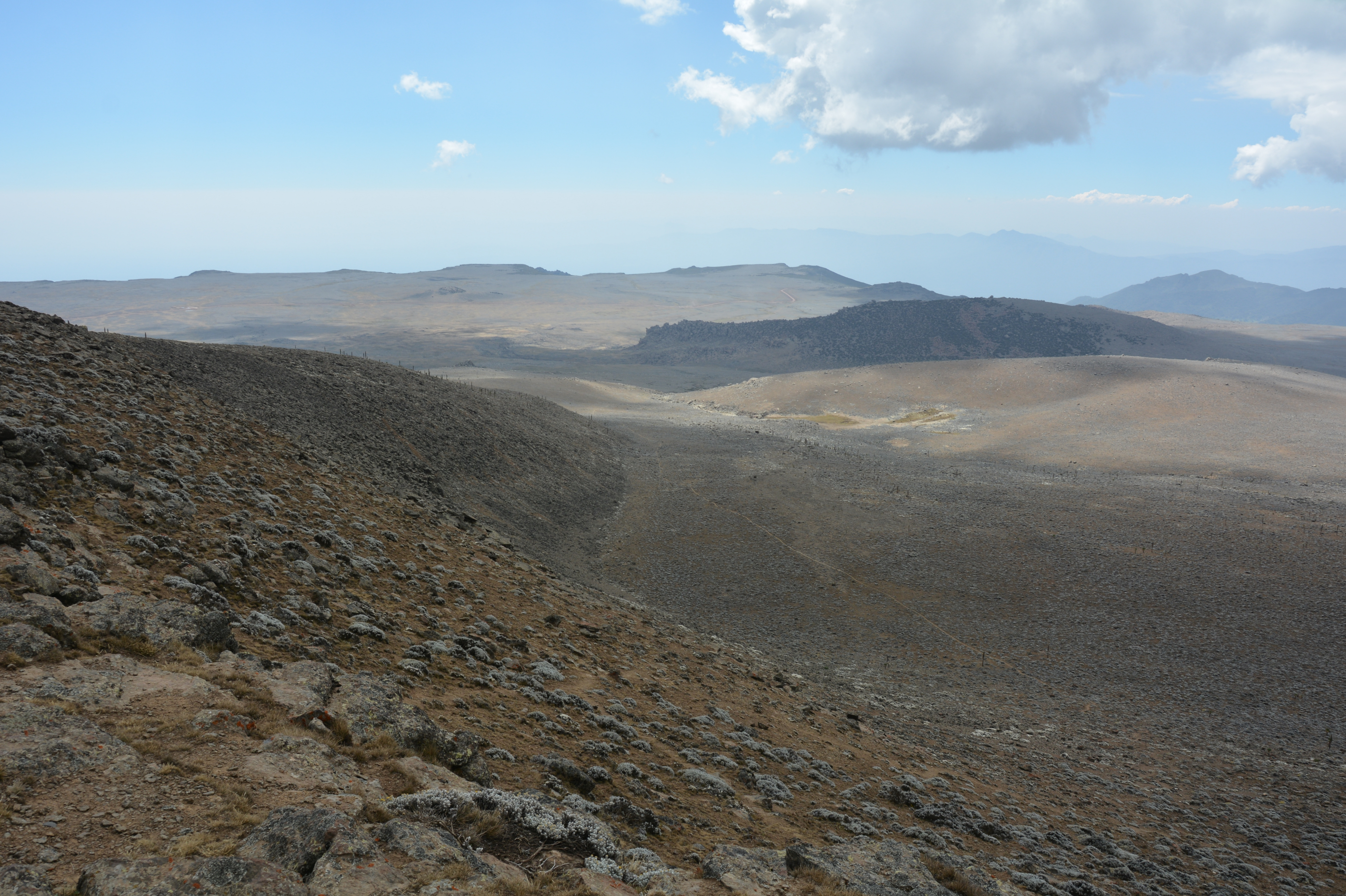
Vue en direction du sud-ouest.
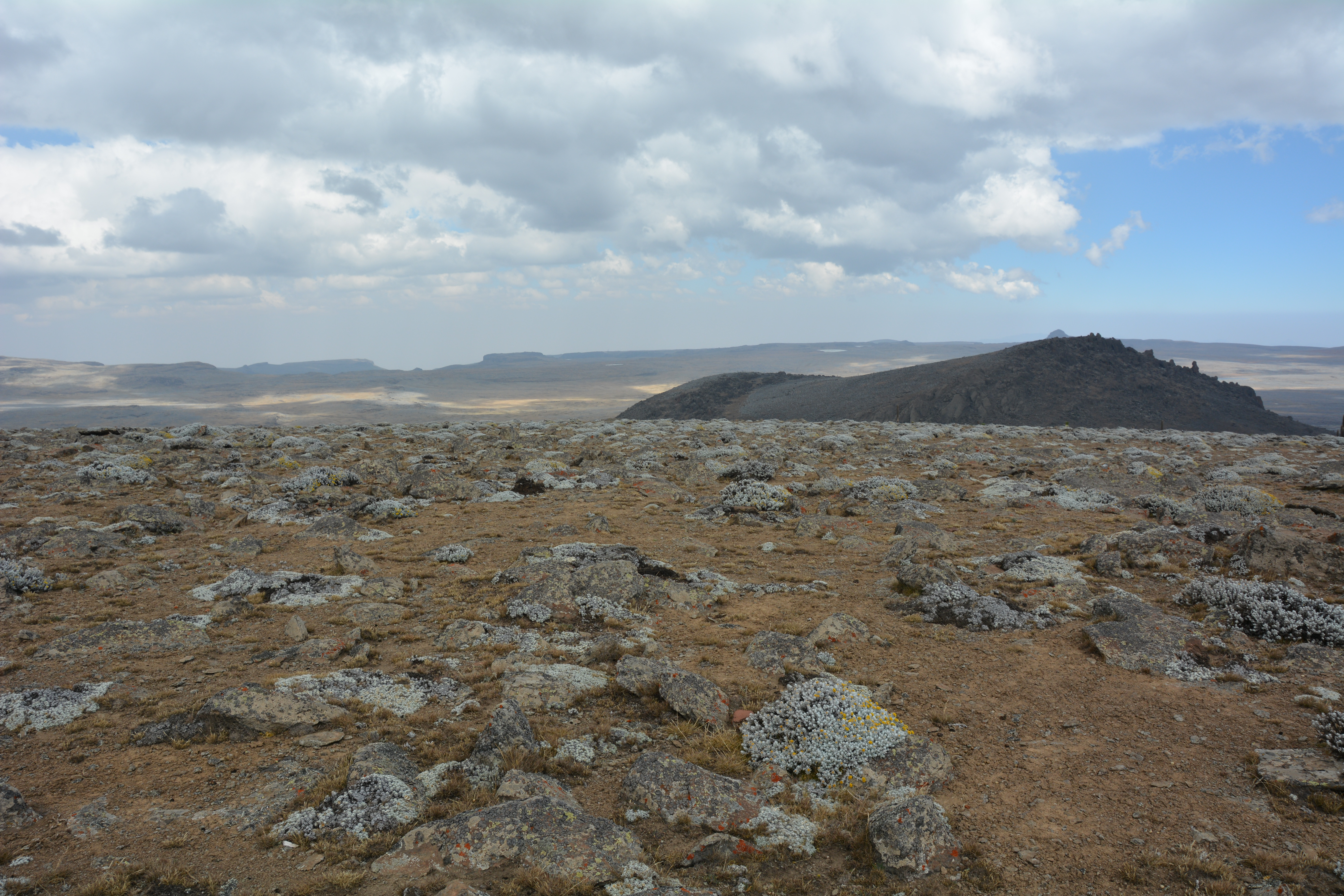
Vue en direction du nord-est.
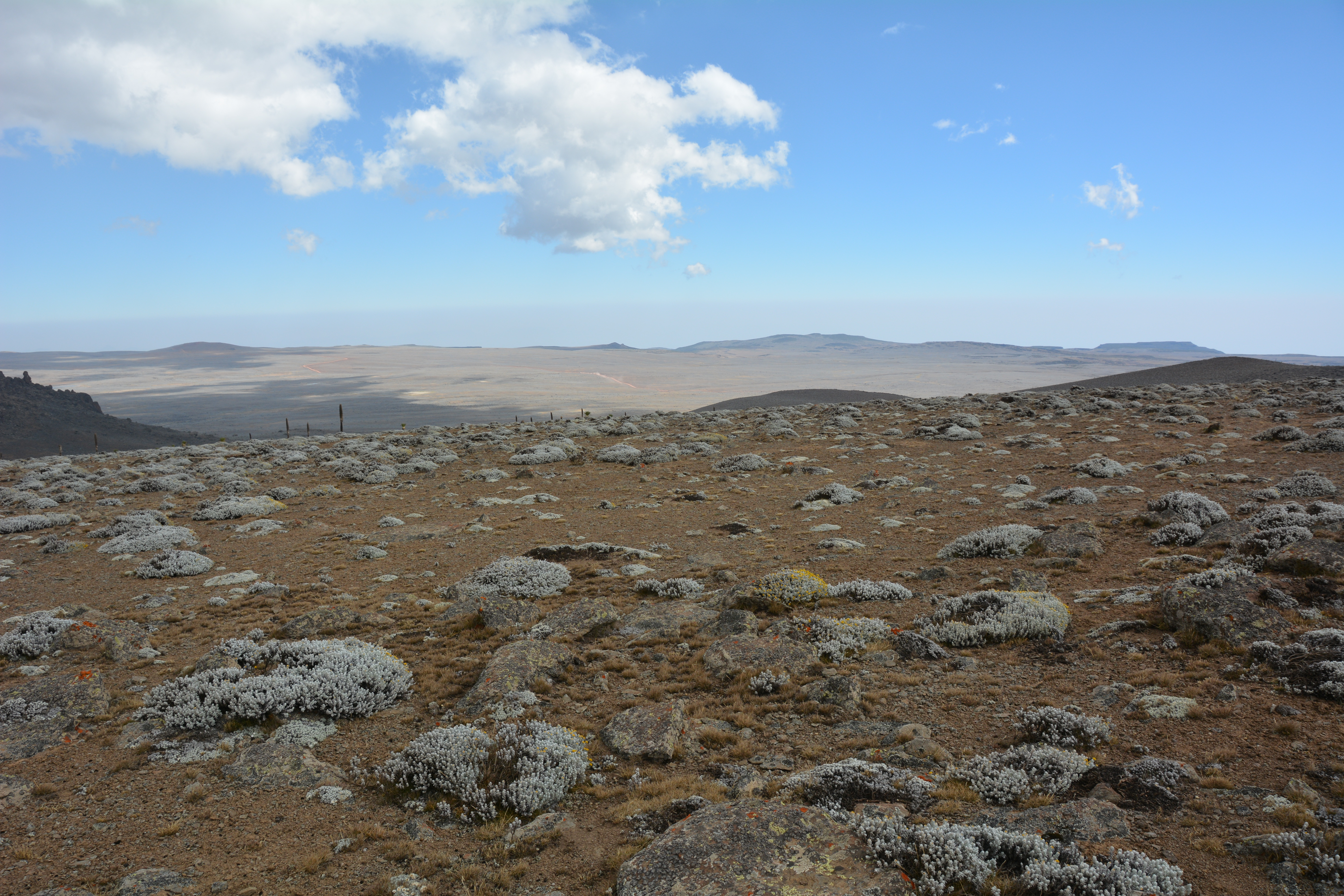
Vue en direction du sud-est.

## Histoire
Aucune ascension de la montagne par des Occidentaux n'est encore recensée au début des années 1950,. Les rares expéditions menées dans le massif du Balé depuis la fin du XIXe siècle ont surtout un caractère scientifique destiné à étudier l'hydrographie. La première ascension répertoriée est ainsi effectuée entre le 8 et le 12 janvier 1958, depuis Goba, par le Finlandais Helmer Smeds, professeur de géographie à l'université d'Helsinki, et trois missionnaires de l'organisation SIM. Le 9 janvier, la cime secondaire est gravie, et, après une heure de marche, la crête de la cime principale est franchie à son tour.

## Activités
La cime principale est accessible par une piste depuis le sud-est quittant la piste principale reliant Mena au sud à Goba puis Robe au nord. Elle permet d'atteindre des antennes coiffant le sommet. L'ascension des reliefs ne présente pas de difficulté. Deux zones de campement se trouvent à l'est de la cime secondaire : celui de Garba Guracha, un des principaux plans d'eau sur le plateau, et celui de Sanetti légèrement au sud. La meilleure période pour se rendre au Batu est à la fin de la période sèche, en février-mars.
Le Batu fait partie depuis 1969 du parc national du Mont Balé. Celui-ci est inscrit en 2008 sur la liste du patrimoine mondial de l'UNESCO.